# Emoia kuekenthali
Emoia kuekenthali là một loài thằn lằn trong họ Scincidae. Loài này được Boettger mô tả khoa học đầu tiên năm 1895.